# La Garde, Alpes-de-Haute-Provence

La Motte-du-Caire este o comună în departamentul Alpes-de-Haute-Provence din sud-estul Franței. În 1 ianuarie 2022 avea o populație de 126 de locuitori.
La Garde este una dintre cele 46 de municipalități membre ale Parcului Natural Regional Verdon.
Comunele și orașele învecinate sunt Demandolx, Peyroules, Châteauvieux și Castellane.